# Maret Grothues
Maret Balkestein (née Grothues le 16 septembre 1988 à Almelo) est une joueuse néerlandaise de volley-ball. Elle mesure 1,80 m et joue au poste de réceptionneuse-attaquante. Elle totalise 356 sélections en équipe des Pays-Bas.

## Biographie
Elle est mariée au joueur néerlandais de hockey sur gazon Marcel Balkestein.

## Clubs
| Club                    | De        | À         |
| ----------------------- | --------- | --------- |
| VV Krekkers             | 1996-1997 | 2003-2004 |
| VV Pollux               | 2004-2005 | 2005-2006 |
| Longa '59 Lichtenvoorde | 2006-2007 | 2007-2008 |
| Martinus Amstelveen     | 2008-2009 | 2008-2009 |
| TVC Amstelveen          | 2009-2010 | 2010-2011 |
| Parma Volley            | 2011-2012 | 2011-2012 |
| Cuatto Giaveno Volley   | oct 2012  | déc 2012  |
| Lokomotiv VK            | 2012-2013 | 2012-2013 |
| Racing Club de Cannes   | 2013-2014 | 2014-2015 |
| Atom Trefl Sopot        | 2015-2016 | 2015-2016 |
| Neruda Volley           | juin 2016 | déc 2016  |
| Fenerbahçe İstanbul     | 2016-2017 | 2016-2017 |
| KPS Chemik Police       | 2017-2018 | 2017-2018 |
| VBC Casalmaggiore       | jan 2018  | mai 2018  |
| CSM Bucureşti           | 2018-2019 | 2018-2019 |
| Aydın BBSK              | 2019-2020 | 2020-2021 |
| Panathinaikos Athènes   | 2021-2022 | …         |

## Palmarès

### Équipe nationale
- Championnat d'Europe
  - Finaliste : 2009, 2015, 2017.

### Clubs
- Championnat des Pays-Bas
  - Vainqueur : 2009, 2010.
- Coupe des Pays-Bas
  - Vainqueur : 2009, 2010.
- Supercoupe des Pays-Bas
  - Vainqueur : 2008, 2009.
- Championnat de France
  - Vainqueur : 2014, 2015.
- Coupe de France
  - Finaliste : 2015.
- Championnat de Pologne
  - Finaliste : 2016.
- Coupe de Pologne
  - Finaliste : 2016.
- Supercoupe de Pologne
  - Finaliste : 2015, 2017.
- Championnat de Turquie
  - Vainqueur : 2017.
- Coupe de Turquie
  - Vainqueur: 2017.
- Championnat de Roumanie
  - Finaliste : 2019.

### Distinctions individuelles
- Championnat du monde de volley-ball féminin 2010: Meilleure serveuse[6].